# Shanghai International Airport
Shanghai International Airport (chinois simplifié : 上海国际机场股份有限公司 ; chinois traditionnel : 上海國際機場股份有限公司 ; pinyin : Shànghǎi guójì jīchǎng gǔfèn yǒuxiàngōngsī ; litt. « Société anonyme de l'Aéroport international de Shanghaï ») est une entreprise chinoise de gestion aéroportuaire. Fondée en 1998, cette société cotée à la bourse de Shanghai gère l'aéroport international de Shanghai-Pudong et l'aéroport international de Shanghai Hongqiao.